# Faulkner (cràter)
Faulkner és un cràter d'impacte en el planeta Mercuri de 168 km de diàmetre. Porta el nom de l'escriptor estatunidenc William Faulkner (1897-1962), i el seu nom va ser aprovat per la Unió Astronòmica Internacional el 2012.